# Degollado
Degollado là một đô thị thuộc bang Jalisco, México. Năm 2005, dân số của đô thị này là 19173 người.